# Anton Steixner
Anton Steixner (* 26. März 1957 in Innsbruck) ist ein österreichischer Landwirt, Politiker (ÖVP) und Landesrat in der Tiroler Landesregierung. Am 1. Juli 2008 wurde Steixner zum Landeshauptmann-Stellvertreter gewählt.
Anton Steixner besuchte nach der Volks- und Hauptschule die Landwirtschaftliche Fachschule Rotholz. 1978 legte er die Landwirtschaftliche Meisterprüfung ab. Ab 1975 ist er als Landwirt tätig.
Anton Steixner engagiert sich stark in den Tiroler Bauernverbänden. So war Steixner zwischen 1975 und 1981 Ortsobmann der Tiroler Jungbauernschaft, von 1978 bis 1981 Gebietsobmann der Landjugend und zwischen 1981 und 1984 Landesobmann der Tiroler Jungbauernschaft. Zwischen 1984 und 2002 wirkte er zudem als Ortsbauernobmann und von 1986 bis 1992 als Bezirksbauernobmann-Stellvertreter. Seit 1988 ist Steixner Landesobmann des Tiroler Bauernbundes. Zuvor war er ab 1986 schon Landesobmann-Stellvertreter gewesen.
Seine politische Karriere begann Steixner 1986 im Gemeinderat und im Tiroler Landtag. Dem Gemeinderat von Mutters gehörte Steixner bis 2004 an, im Landtag war er nach seiner Wahl zum Landtagsvizepräsidenten 1994 bis 2006 tätig. Am 3. Jänner 2006 wurde Anton Steixner zum Landesrat und Mitglied der Tiroler Landesregierung gewählt. Sein Ressort umfasst derzeit die Agenden Land- und Forstwirtschaft, Tier- und Pflanzenschutz, Wasserrecht und Wasserwirtschaft, Verkehrsverbundangelegenheiten, Energiewesen, Sicherheitsverwaltung und Feuerwehrwesen.
2012 gab Steixner seinen Rücktritt zum Ende der Legislaturperiode bekannt.
Nach der Landtagswahl im Frühjahr 2013 schied Steixner damit aus der Politik aus und wurde wieder als Landwirt tätig. Er begann Saiblinge zu züchten.
2014 fand gegen Steixner ein Prozess wegen Verletzung des Amtsgeheimnis statt. Steixner soll im Februar 2008 den damaligen Landesjägermeister über ein Disziplinarverfahren gegen ein Mitglied des Landesjägerverbandes informiert haben. Steixner wurde von dem Vorwurf freigesprochen.
Steixner lebt mit seiner Frau und seinen drei Töchtern auf dem Schöberlhof, einem Bauernhof in Mutters. Neben seiner Milchwirtschaft betreibt er auch Pferdezucht. So zeichnet er sich nun schon seit über zehn Jahren als erfolgreicher Haflingerzüchter mit derzeit drei Zuchtstuten aus.